# Bernard Fellay
Bernard Fellay, född 12 april 1958 i Sierre, Schweiz, är en schweizisk teolog och biskop inom Romersk-katolsk traditionalism.
Fellay var generalsuperior för Prästbrödraskapet S:t Pius X från 1994 till 2018. I och med sin biskopsvigning den 30 juni 1988, som inte sanktionerats av Vatikanen, ådrog han sig exkommunikation latae sententiae. Exkommunikationen upphävdes av påve Benedictus XVI den 21 januari 2009.
Fellay har bland annat avfärdat Andra Vatikankonciliet och menar att det enbart har skadat Kyrkan.